# 圣马尔拉雷奥尔特
圣马尔拉雷奥尔特（法語：Saint-Mars-la-Réorthe，法語發音：[sɛ̃ maʁ la ʁeɔʁt]）是法国卢瓦尔河地区大区旺代省的一个市镇，位于该省东北部，属于永河畔拉罗什区莱塞尔比耶尔县。

## 地理
圣马尔拉雷奥尔特（46°51'42"N, 0°55'33"W）面积9.28 平方千米，位于法国卢瓦尔河地区大区旺代省，该省份为法国西部沿海省份，北起大西洋卢瓦尔省和曼恩-卢瓦尔省，西临大西洋，南至滨海夏朗德省，东部及东南部与德塞夫勒省接壤。
与圣马尔拉雷奥尔特接壤的市镇（或旧市镇、城区）包括：莱塞佩斯、莱塞比耶、圣保罗昂帕雷、塞夫勒蒙。

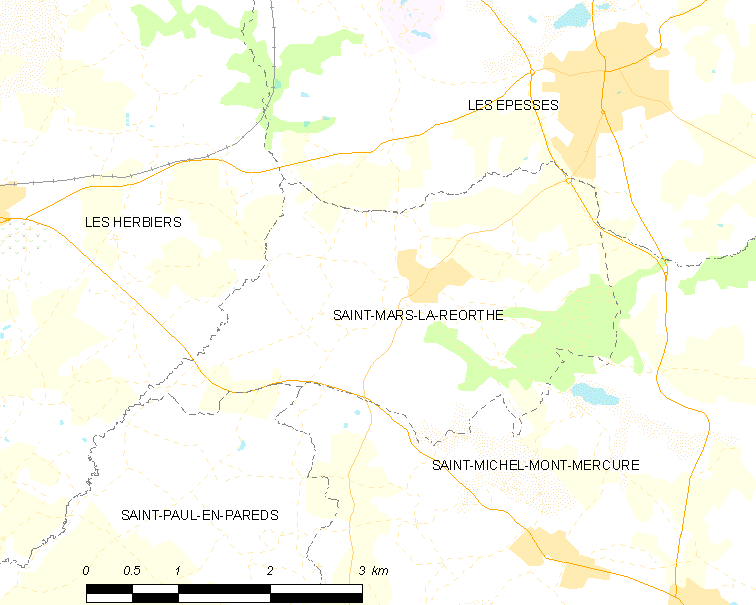
圣马尔拉雷奥尔特的OSM定位图

圣马尔拉雷奥尔特的时区为UTC+01:00、UTC+02:00（夏令时）。

## 行政
圣马尔拉雷奥尔特的邮政编码为85590，INSEE市镇编码为85242。

## 政治
圣马尔拉雷奥尔特所属的省级选区为莱塞比耶县。

## 人口

1962-2008年间圣马尔拉雷奥尔特人口变化图示

圣马尔拉雷奥尔特于2022年1月1日时的人口数量为1033人。